# Scopura longa
Scopura longa är en bäcksländeart som beskrevs av Uéno 1929. Scopura longa ingår i släktet Scopura och familjen Scopuridae. Inga underarter finns listade i Catalogue of Life.